# Садовый (Орловский район)
Садовый — хутор в Орловском районе Ростовской области.
Входит в состав Красноармейского сельского поселения.

## География
На хуторе имеется одна улица — Садовая.

## Население
Динамика численности населения
| 2002 |
| ---- |
| 17   |

| 2010 |
| ---- |
| 5    |